# Arolde de Oliveira
Arolde de Oliveira (ur. 11 marca 1937 w São Luiz Gonzaga, zm. 21 października 2020 w Rio de Janeiro) – brazylijski polityk, parlamentarzysta.

## Życiorys
Z zawodu inżynier i ekonomista. Służył w armii, gdzie doszedł do stopnia kapitana.
W okresie od 28 lutego 1984 do 1 stycznia 2019 zasiadał w Izbie Deputowanych, a następnie  od 1 lutego 2019 do śmierci 21 października 2020 był senatorem.
Zmarł 21 października 2020 na COVID-19.